# Lockanruf
Lockanrufe oder Pinganrufe sind Anrufe, bei denen Verbindungen in der Regel zu Handyanschlüssen hergestellt werden, die nach einem einmaligen Läuten gezielt abgebrochen werden. Das einmalige Anklingeln ist jedoch ausreichend, um eine Rückrufnummer zu einem hochpreisigen Mehrwertdienst mit zu übertragen; diese wird im Handydisplay unter entgangene Anrufe angezeigt. Aus Höflichkeit oder Neugierde fühlt sich der derart Angeklingelte oft dazu verleitet, den vermeintlichen Anrufer zurückzurufen, und tätigt damit ein kostenintensives Telefongespräch. Viele Lockanruf-Rückrufnummern beginnen mit der Ziffernfolge 0137.
Die eigentliche Nummer kann auch durch eine Vorvorwahl verschleiert werden.
Werden kostenfreie 0800-Nummern angezeigt, so handelt es sich meist um eine Variante von R-Gespräch-Betrug.
Die Bundesnetzagentur bietet ein Beschwerdeformular für das Melden von Lockanruf-Rufnummern. Nach Prüfung kann die Bundesnetzagentur Maßnahmen zum Verbot der Rechnungslegung und Inkassierung einleiten.